# Panguipulli
För andra betydelser, se Panguipulli (olika betydelser).

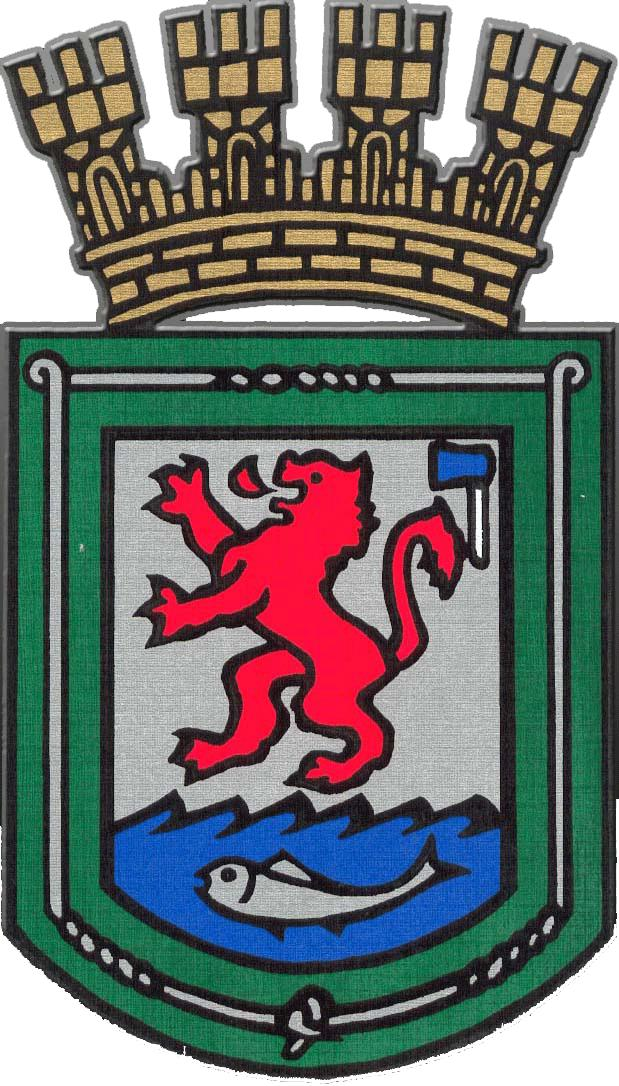
Panguipullis vapen

Panguipulli är en ort i södra Chile i Valdivias provins. Panguipulli ligger vid den västra änden av Lago Panguipulli.